# George Holmes Howison
George Holmes Howison (29 novembre 1834 – 31 décembre 1916) est un philosophe américain appartenant à la tradition philosophique idéaliste. Il est à l'origine du personnalisme en tant qu'école de pensée américaine. Cette école s'est développée au sein de  l'Université de Californie à Berkeley, ainsi qu'à Harvard, antérieurement puis parallèlement au personnalisme en France. 
En tant que figure de proue de l'idéalisme aux États-Unis, Howison devient à la fin du XIXe siècle une cible classique pour les partisans des mouvements philosophiques anti-idéalistes alors émergents : pragmatisme, naturalisme et néoréalisme.

## Biographie
George Howison est né le 29 novembre 1834 dans le Comté de Montgomery au Maryland, au nord-est des États-Unis. Ses parents sont Robert Howison et Eliza Holmes Howison, tous deux issus de grandes familles de propriétaires fonciers du sud des États-Unis, de religion presbytérienne et esclavagistes. À partir de l'âge de quatre ans, George Howison voyage pendant près de cinquante ans, avec ses parents puis en tant qu'étudiant et enseignant, à travers les États-Unis et en Europe, avant d'occuper la chaire de philosophie de l'Université de Californie en 1884 où il enseigne pendant encore vingt-cinq ans. 
Parmi les étapes marquantes de son parcours, il y a Saint-Louis où il s'arrête pendant sept ans à partir de 1865 pour enseigner les mathématiques à l'Université de Washington, et où il participe aux discussions du groupe de Saint-Louis ; puis Boston, où il fait étape en 1872 pour y enseigner en tant que professeur de logique et de philosophie des sciences jusqu'en 1878. Après un séjour de deux ans en Allemagne entre 1880 et 1882, il enseigne quelque temps à Harvard puis à la Concord Summer School avant de s'établir à Berkeley pour y enseigner à l'Université de Californie. Il décède le 31 décembre 1916 à Berkeley en Californie.

## Philosophie
George Howison expose sa philosophie dans des articles qu'il donne à diverses revues. Un recueil de ces articles paraît pour la première fois en 1901 sous l'intitulé : The Limits of Evolution and Other Essays (« Les limites de l'évolution et autres essais »). Son article le plus célèbre est « La Cité de Dieu et son monarque – le vrai Dieu » (The City of God, and the True God as its Head), publié dans The Conception of God.
D'abord hégélien et idéaliste absolu jusqu'à son retour d'Europe en 1882, Howison commence à développer à partir de cette date un idéalisme pluraliste qui voit dans l'esprit individuel fini l'ultime réalité. Pour lui, « la seule chose absolument réelle, c'est l'esprit, […] toutes les existences matérielles et temporelles tirent leur être de l'esprit, de la conscience qui pense […], leur présence à la conscience constituant toute leur réalité et toute leur existence. » Toutefois, l'esprit dont il est question chez Howison n'est plus l'Esprit Absolu de Hegel mais la « personne », ou « esprit individuel », sorte de « monade » indestructible qui jamais ne s'évanouit dans le Tout. 
La coexistence morale des personnes, loin de requérir l'existence de l'Esprit Absolu comme le pensent les Hégéliens, suffit à créer le lien vivant qui unit les membres de la « République éternelle des esprits » et auquel on donne le nom de Dieu. Cette République des esprits que Howison appelle encore « Cité de Dieu », n'a pas d'autre source qu'elle-même. Elle constitue l'ordre éternel, rationnel et idéal. Mais l'unité de la Cité de Dieu n'est pas celle d'un bloc monolithique immuable, elle est celle de l' « harmonie unificatrice », de la « coopération spontanée », dans laquelle tous les membres se joignent librement pour construire à partir du monde sensible un monde rationnel. À l'instar de Kant, Howison croit en l'action constructrice rationnelle de l'esprit, mais il la conçoit comme une activité collective où les esprits de la République éternelle coopèrent dans la direction de l'évolution cosmique.